# Ferrie Bodde
Ferrie Bodde (Delft, 5 mei 1982) is een Nederlandse voormalig voetballer die bij voorkeur als middenvelder speelde. Hij kwam uit voor ADO Den Haag en Swansea City.

## Clubcarrière
Voordat hij in april 2001 aan de hoofdselectie van ADO Den Haag werd toegevoegd, doorliep Bodde de jeugdopleiding van de Haagse voetbalclub. De middenvelder verlengde zijn contract in december 2005 met drie jaar tot eind 2008. Na een degradatie naar de Eerste divisie zocht hij zijn heil in 2007 bij Swansea City, op dat moment actief in de League One. Vanaf november 2008 kwam hij door drie zware knieblessures nauwelijks meer voor Swansea City in actie. De club dwong op 30 mei 2011 promotie af naar de Premier League door Reading in de finale van de play-offs met 4-2 te verslaan. Boddes contract bij Swansea werd niet verlengd en hierdoor kwam hij in de zomer van 2012 zonder club te zitten. Trainingsstages bij Reading, ADO Den Haag en Wigan leverden geen contract op. Bij gebrek aan een profclub zou Bodde bij toenmalig zondagtopklasser Haaglandia gaan spelen, maar een nieuwe operatie verhinderde dit. In december 2013 werd hij trainer van SV Wateringse Veld. In april 2014 werd hij een week in een kunstmatige coma gehouden vanwege een verwaarloosde longinfectie. In 2015 maakte hij een rentree bij SV Den Hoorn. Hier werd hij ook trainer. In 2015 ging hij ook in de jeugdopleiding van ADO training geven.

## Clubstatistieken
| Seizoen | Club         | Land      | Duels | Goals | Competitie          |
| ------- | ------------ | --------- | ----- | ----- | ------------------- |
| 2000/01 | ADO Den Haag | Nederland | 4     | 0     | Gouden Gids Divisie |
| 2001/02 | ADO Den Haag | Nederland | 27    | 3     | Gouden Gids Divisie |
| 2002/03 | ADO Den Haag | Nederland | 28    | 2     | Gouden Gids Divisie |
| 2003/04 | ADO Den Haag | Nederland | 27    | 1     | Eredivisie          |
| 2004/05 | ADO Den Haag | Nederland | 29    | 2     | Eredivisie          |
| 2005/06 | ADO Den Haag | Nederland | 19    | 2     | Eredivisie          |
| 2006/07 | ADO Den Haag | Nederland | 27    | 1     | Eredivisie          |
| 2007/08 | Swansea City | Wales     | 33    | 7     | League One          |
| 2008/09 | Swansea City | Wales     | 17    | 7     | Championship        |
| 2009/10 | Swansea City | Wales     | 4     | 0     | Championship        |
| 2010/11 | Swansea City | Wales     | 0     | 0     | Championship        |
| 2011/12 | Swansea City | Wales     | 0     | 0     | Premier League      |
| Totaal  | Totaal       | Totaal    | 215   | 25    |                     |

*bijgewerkt tot 16 april 2019